# سفیدچاله

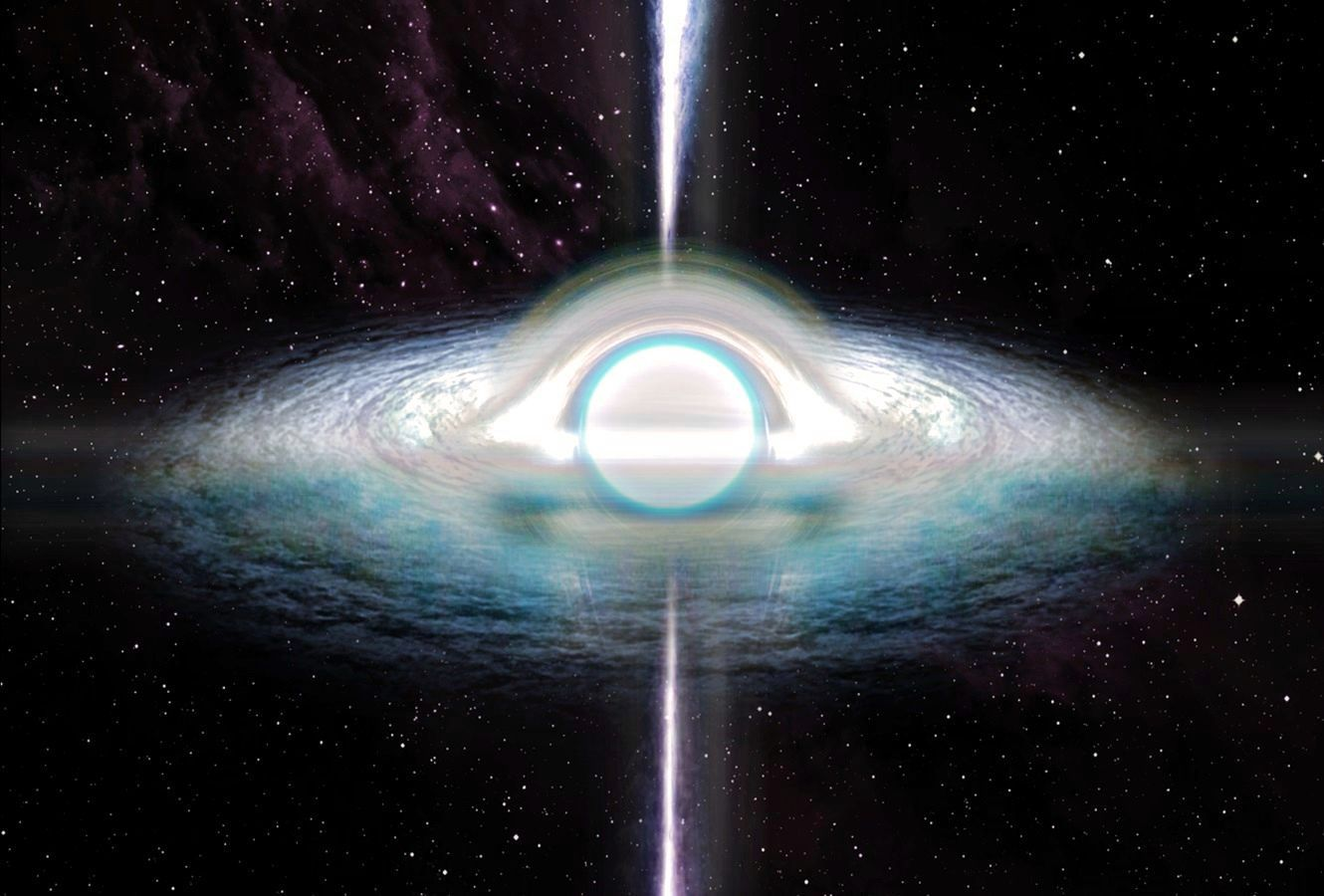
انگاشت هنری از یک سفیدچاله

سفیدچاله در نسبیت عام، یک منطقه فرضی در فضازمان است که امکان ورود ندارد اما ماده و نور می‌توانند از آن خارج شوند. سفیدچاله برعکس سیاه‌چاله است که ماده و نور می‌توانند وارد آن شوند اما حتی نور نیز امکان گریز ندارد. سفیدچاله در نظریهٔ سیاه‌چاله‌های ابدی ظاهر شدند. اگر حل منجر به سیاه‌چاله در معادلات میدان اینشتین در آینده اتفاق بیفتد، حلی نیز برای وجود سفیدچاله در گذشته آن وجود خواهد داشت. اگرچه چنین نواحی‌ای در سیاه‌چاله‌هایی که از طریق رمبش گرانشی وجود آمده باشند، نمی‌توانند وجود داشته باشند. هنوز هیچ فرایند فیزیکی‌ای برای تشکیل سفیدچاله شناخته نشده‌است.
سفیدچاله‌ها مانند سیاه‌چاله‌ها دارای جرم، بار الکتریکی و تکانه زاویه‌ای هستند. سفیدچاله مانند هر جرم دیگری ماده را به سوی خود جذب می‌کند اما اجسامی که به سوی سفیدچاله سقوط می‌کنند، در عمل هرگز به افق رویداد آن نمی‌رسند.
در واقع، اطلاعات ربوده‌شده توسط سیاه‌چاله با سفیدچاله بازگردانیده می‌شود.

## نظریه
نظریه مرگ سیاه‌چاله‌ها و تبدیل آنان به سفیدچاله با عملکردی کاملاً برعکس هم‌اکنون به‌مهم‌ترین موضوع قابل بحث در محافل علمی جهان تبدیل شده‌است. به گفته دانشمندان بر اساس نظریه گرانش کوانتومی فروپاشی یک ستاره پس از مرگ که منجر به تبدیل سیاه‌چاله می‌شود، تنها یک اثر موقتی است؛ زیرا در نهایت با انفجار و مرگ سیاهچاله، یک سفیدچاله ایجاد می‌شود.